# Lamborghini Gallardo Superleggera
Lamborghini Gallardo Superleggera - суперлегка модифікація найменшої моделі компанією Lamborghini Gallardo, що була презентована 2007 року. Вартість становила 257.861 €. Це була остання модифікація Lamborghini Gallardo перед ґрунтовною модернізацією дизайну, конструкції моделі 2008 року, коли було використано наробки Gallardo Superleggera. На Женевському автосалоні 2010 презентували нову модифікацію Lamborghini Gallardo LP570-4 Superleggera.
Завдяки використанню вуглепластику в елементах двомісного кузова, полікарбонату замість скла вікон заднього, бічних, алькантари замість шкіри у салоні маса авто була зменшена на 100 кг (70 кг модифікація для США). Одночасно було проведено модернізацію впускного колектора, елементів випускної системи, форму циліндрів, що дозволило збільшити потужність мотора майже на 10 к.с. Це дозволило збільшити прискорення 0-100 км/год на 0,4 сек (3,8 сек). Прискорення 0-160 км/год виносить 8,9 сек, 0-200 км/год 13,6 сек. Коефіцієнт лобового опору становить 0,31.